# Liudolf xứ Sachsen

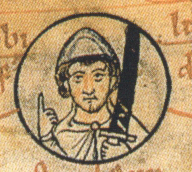
Ludolf dux Saxonie trên đỉnh phả hệ của triều đại Ottonian, Chronica sancti Pantaleonis, Cologne, thế kỷ 12

Liudolf xứ Sachsen (k. 805/820 – 12 tháng 11 năm 866) là một thủ lĩnh bộ tộc địa phương thần phục Đế chế Carolus và được phong tước vị comes trong Công quốc Saxonia từ khoảng năm 844. Gia tộc Liudolfing trị vì sau này, còn được gọi là triều đại Ottonian, chính là được đặt theo tên ông. Ông được xem là thành viên được xác minh lâu đời nhất của gia tộc.

## Cuộc sống
Liudolf là con trai của một phiên hầu (tiếng Đức: Markgraf ) của đế chế Carolus, có tên là Brun hoặc Brunhart, và vợ ông, Gisla von Verla. Thời kỳ trị vì của mình, Liudolf đã mở rộng tài sản gia đình ở chân đồi phía tây Harz và trên sông Leine. Ông cũng từng giữ chức vị đốc quân (dux) trong các cuộc chiến của vua Đông Francia Ludwig Người Đức chống lại các cuộc xâm lược của người Viking và người Slav Polabian. Chính vì điều này mà các tác giả sau này gọi Liudolf là Công tước của người Đông Saxon (dux Orientalis Saxonum, có lẽ từ năm 850) và Bá tước của Đông Phalia.
Khoảng năm 830, Liudolf kết hôn với Oda, con gái của một vương công (princeps) người Frank tên là Billung và vợ ông là Aeda. Bằng cách kết hôn với con gái của một quý tộc Frank, Liudolf đã làm theo những đề xuất do Charlemagne đưa ra về việc đảm bảo sự toàn vẹn của Đế chế Carolingian sau hậu quả của Chiến tranh Saxon thông qua hôn nhân. Oda qua đời vào ngày 17 tháng 5 năm 913, được cho là thọ 107 tuổi. Họ có ít nhất bảy người con:
- Bruno (k. 830/840 – 880), kế vị cha mình làm lãnh đạo người Saxon,[6] được cho là tổ tiên của người Brunonid
- Oda xứ Saxonia (khoảng 845 – 874), kết hôn với Lothar I, Bá tước xứ Stade
- Otto Lừng danh ( k. 851 – 912), kế vị anh trai mình vào năm 880, [6] cha của Heinrich Người săn chim
- Liutgard ( k. 840 – 885), kết hôn với nhà cai trị Đông Frank Ludwig Trẻ, con trai thứ hai của Ludwig Người Đức, vào năm 874 [7]
- Hathumoda ( k. 840 – 874), Nữ tu sĩ đầu tiên của Brunshausen từ năm 852 [8]
- Gerberga (mất 896/897), Tu viện trưởng Brunshausen từ năm 874 và sau đó là Gandersheim [8]
- Christina (mất 919/920), Tu viện trưởng Gandersheim từ 896/97 [8]

Vào năm 845/846, Liudolf và vợ ông đi hành hương đến Roma, và được sự chấp thuận của Giáo hoàng Sergius II, họ đã thành lập một dìng tu gồm các nữ giáo sĩ thánh hiến dành riêng cho các Thánh Giáo hoàng Anastasiô và Innôcentê vào khoảng năm 852. Tu viện, được thành lập hợp pháp tại nhà thờ tư nhân của họ ở Brunshausen, được thánh hiến bởi giám mục Altfrid thành Hildesheim và cô con gái nhỏ của Liudolf, Hathumoda, trở thành Viện mẫu đầu tiên của tu viện. Tu viện được di dời vào năm 881 để thành lập Tu viện Gandersheim, được cháu trai của Liudolf là Heinrich Người săn chim nâng lên thành tu viện Hoàng gia vào năm 919.
Trong khi Ludwig Người Đức bận tâm đến chính trị của Đế quốc, thì Liudolf, dựa vào địa vị cũng như các vùng đất truyền thống mà ông được thừa kế từ tổ tiên, đã vươn lên vị trí dẫn đầu trong số các quý tộc Saxonia - thể hiện rõ qua cuộc hôn nhân của con gái ông là Liutgard với Ludwig Trẻ. Ông được chôn cất tại tu viện tư nhân Brunshausen của gia đình. Các con trai ông là Bruno và Otto kế vị mà không gặp phải sự phản kháng nào.